# اش برانون
اش برانون (انگلیسی: Ash Brannon؛ زادهٔ ۱۹۶۹) کارگردان و فیلم‌نامه‌نویس اهل ایالات متحده آمریکا است.